# Аннёйа

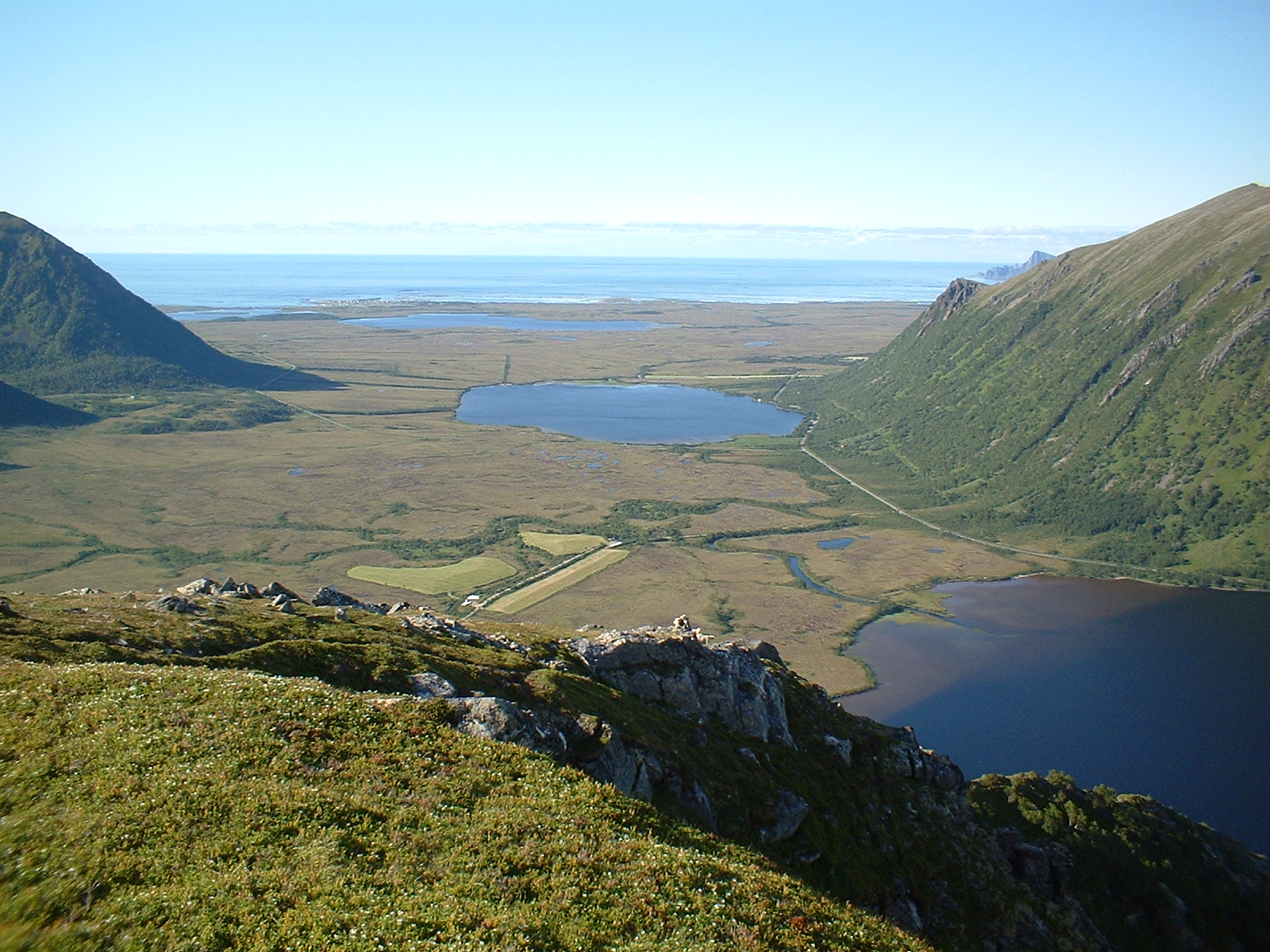
Вид на остров Аннёйа в направлении деревни Нурмела

А́ннёйа (норв. Andøya) — самый западный остров архипелага Вестеролен, фюльке Нурланн в Норвегии. Остров входит в состав коммуны Аннёй, а также принадлежит к числу 10 самых крупных островов Норвегии. Площадь острова — 490 км². Остров Аннёйя соединён с островом Хиннёйя с помощью моста Аннёй.
В 1962 году на острове был основан ракетный центр Аннёйа. 2 ноября 2023 на острове был открыт одноимённый космопорт. Стартовая площадка поддерживает двухступенчатую ракету Spectrum, разработанную компанией Isar Aerospace для доставки грузов до 700 килограммов на солнечно-синхронную орбиту и до 1000 килограммов — на низкую околоземную орбиту.